# Dactylorhiza russowii
Dactylorhiza russowii (укр. Зозульки Руссова, пальчатокорінник Руссова) — багаторічна і трав'яниста рослина роду зозульок (Dactylorhiza) родини зозулинцевих (Orchidaceae). Вид названий на честь російського ботаніка Едмунда Руссова (1841—1897).

## Загальна біоморфологічна характеристика

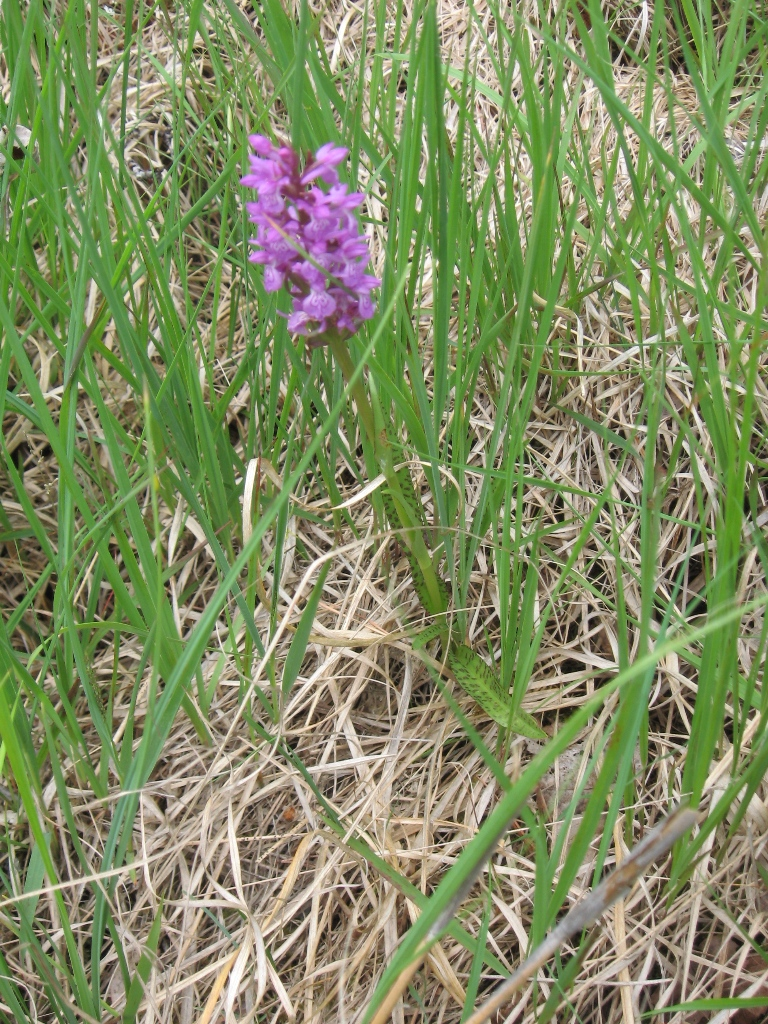
Dactylorhiza russowii — загальний вигляд

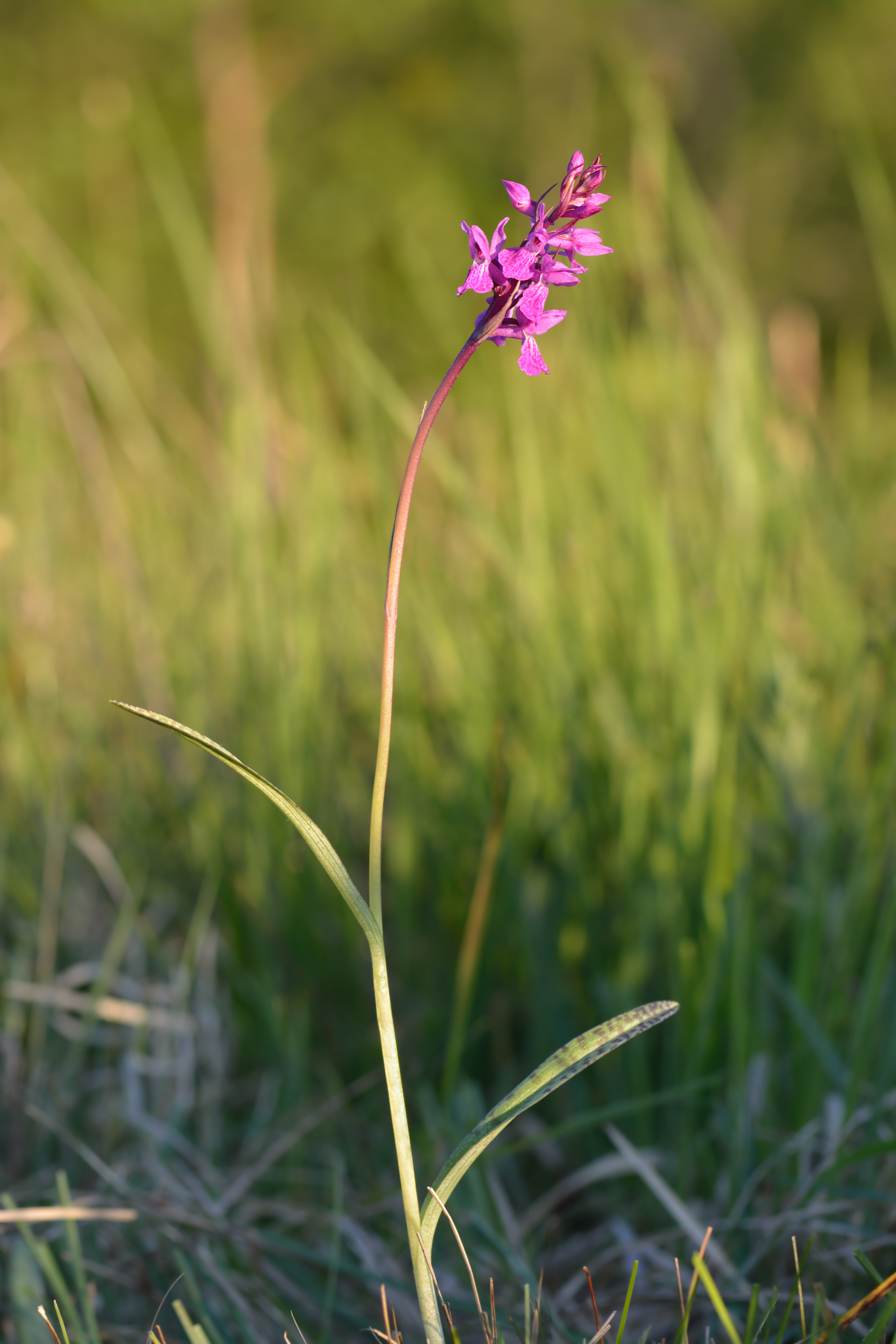
Dactylorhiza russowii в Естонії

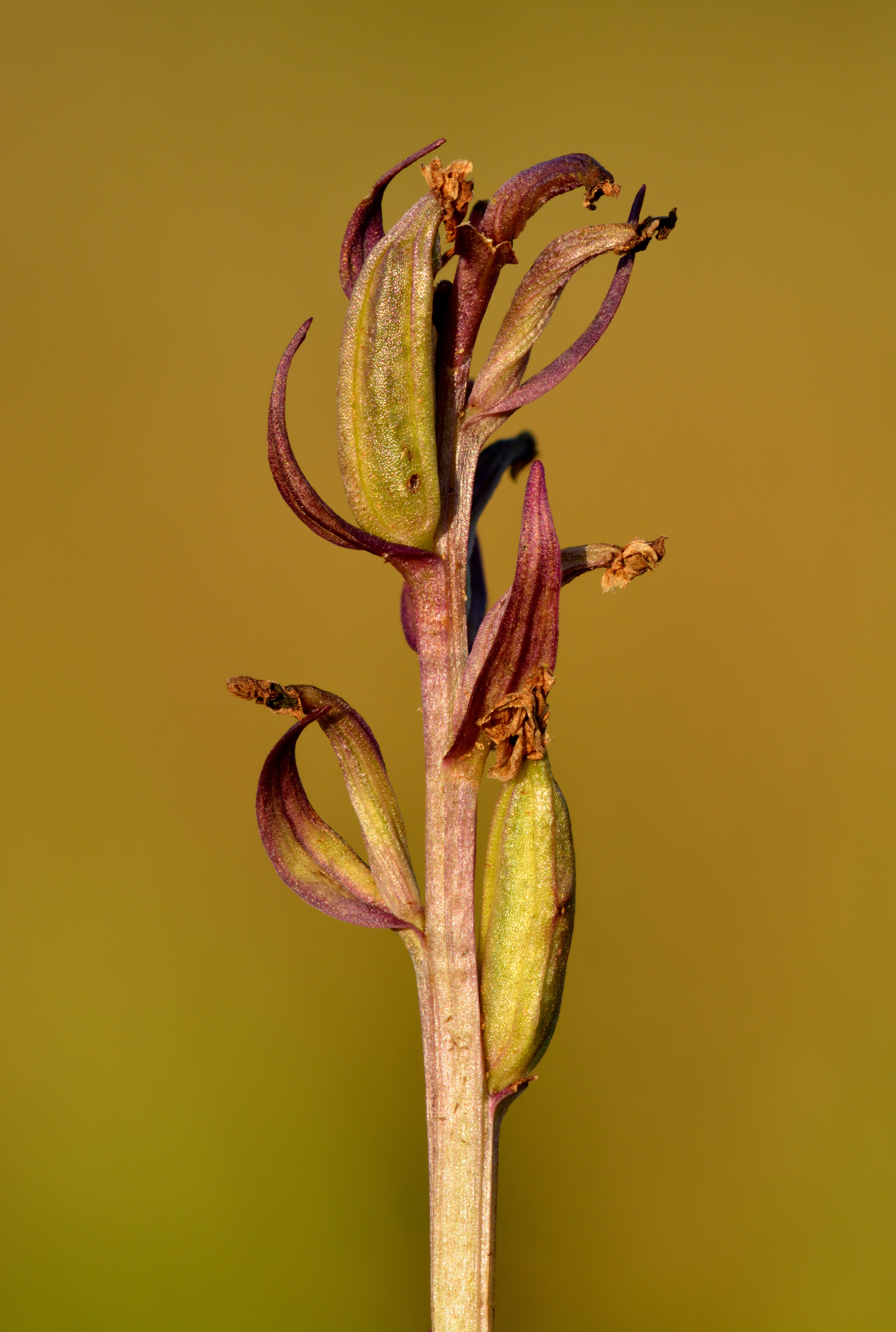

Рослини з тонкими, порожніми, прямими стеблами 20-50 см заввишки і дволопатевими бульбами з довгими кореневидно витонченими кінцями лопатей. Листя в числі 3-6 (зазвичай 4), 6-10 см завдовжки, 0,5-1,4 см завширшки, вузькі, лінійні або лінійно-ланцетні, дугоподібно вигнуті, тупуваті, уздовж складені, з темно-бурими плямами, невідігнуті, лише нижні злегка відхилені. Квітки темно-пурпурні. Суцвіття близько 5 см заввишки. Середній листочок зовнішнього кола і 2 бічних листочка внутрішнього кола складені в шолом, бічні зовнішні листочки відігнуті. Приквітки ланцетні, довші за квіти. Губа 5,5-8 мм завдовжки, Шир 8-10.5 мм завширшки, невиразно трилопатева, округло-ромбічна, середня лопать її тупувата, довша за інші. Шпорець 7-9 мм завдовжки, циліндричні-конічний, прямий, коротший зав'язі. Зав'язь сидяча, скручена. Плід — подовжена коробочка (близько 1 см завдовжки). Цвіте в червні-липні.
Вид, близький до зозульок Траунштайнера.
Кількість хромосом — 2n = 80.

## Поширення
Вид поширений в Німеччині, Польщі, Швеції, Фінляндії, Латвії, Литві, Естонії, північно-західній європейській частині Росії і в Сибіру (Тюменська, Курганська, Омська, Томська, Новосибірська, Кемеровська області, Красноярський край). До 1930-х років відмічався у Чехії (в північній Богемії).

## Екологія
Мешкає на сирих різнотравних луках, біля струмків, на низинних, сфагнових болотах, в заболочених соснових і ялинових лісах від рівнин до високогір'я. Кислотність ґрунтів — від нейтральної до лужної реакції.

## Природоохоронні заходи
Чисельність виду невелика і скорочується у зв'язку з меліоративними роботами, зі збором квітучих рослин як декоративних.
Занесений до багатьох регіональних Червоних книг Російської Федерації: Калузької області (2015), Кемеровської області (2010), Красноярського краю (2012), Курганської області (2012), Новосибірської області (2008), Омської області (2005), Республіки Башкортостан (2011), Республіки Хакасія (2012), Свердловської області (2006), Тюменської області (2004), Челябінської області (2005).
Також включений до Червоних книг Латвії, та Естонії.